# Aldose
Carboidrato composto de uma única unidade sacarídica que se caracteriza pela presença de um conjunto de carbonilo terminal.
Uma aldose é um monossacarídeo (um açúcar simples), que contém apenas um aldeído por molécula. A forma mais simples possível da aldose é a que contém apenas dois átomos de carbono. Elas têm pelo menos um centro de carbono assimétrico. Isto significa uma aldose podem existir quer numa forma D ou L na forma de uma projeção de Fischer. Os sistemas biológicos tendem a reconhecer D-aldoses mais do que L-aldoses.

São monossacarídeos que têm como base um grupo aldeído ( H-C=O) e álcoo(COH). Ex: glicose.
Projeção de Fischer das D-Aldoses. (1) D-(+)-Gliceraldeído; (2a) D-(−)-Eritrose; (2b) D-(−)-Treose; (3a) D-(−)-Ribose; (3b) D-(−)-Arabinose; (3c) D-(+)-Xilose; (3d) D-(−)-Lixose; (4a) D-(+)-Allose; (4b) D-(+)-Altrose; (4c) D-(+)-Glucose; (4d) D-(+)-Manose; (4e) D-(−)-Gulose; (4f) D-(−)-Idose; (4g) D-(+)-Galactose; (4h) D-(+)-Talose